# Fluorescencyjna hybrydyzacja in situ
Fluorescencyjna hybrydyzacja in situ, FISH (od ang. fluorescent in situ hybridization) – technika cytogenetyczna służąca do wykrywania w materiale genetycznym określonej sekwencji DNA za pomocą fluorescencyjnych sond DNA. W celu analizy badanego materiału konieczne jest użycie mikroskopii fluorescencyjnej.

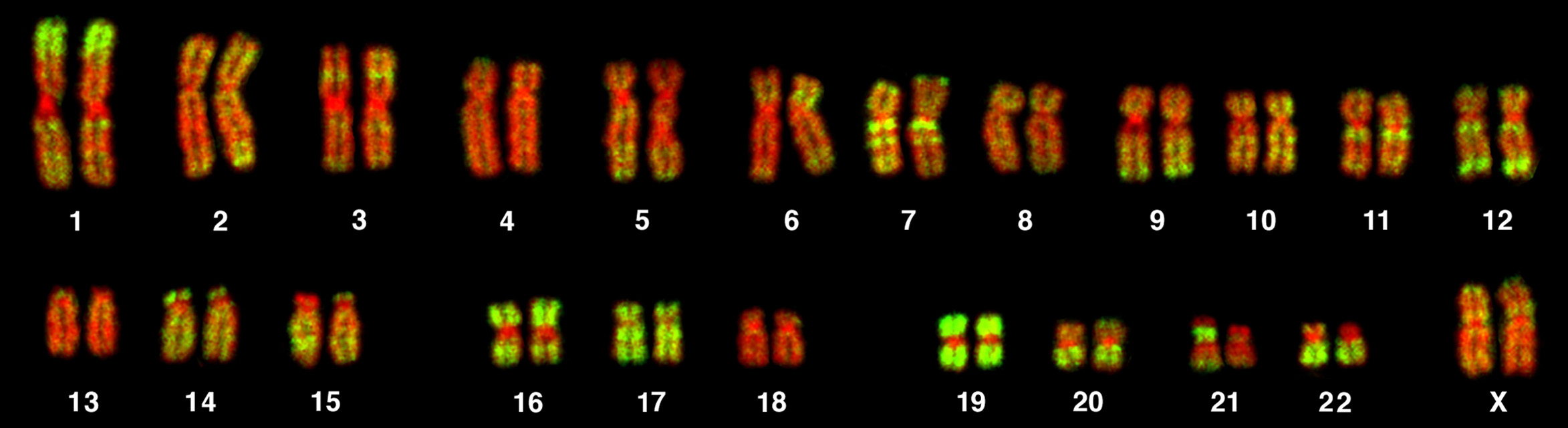
Chromosomy metafazowe człowieka (kariotyp żeński) poddane badaniu FISH z sondą swoistą dla sekwencji Alu (sygnał zielony) i wybarwione TOPRO-3 (sygnał czerwony)

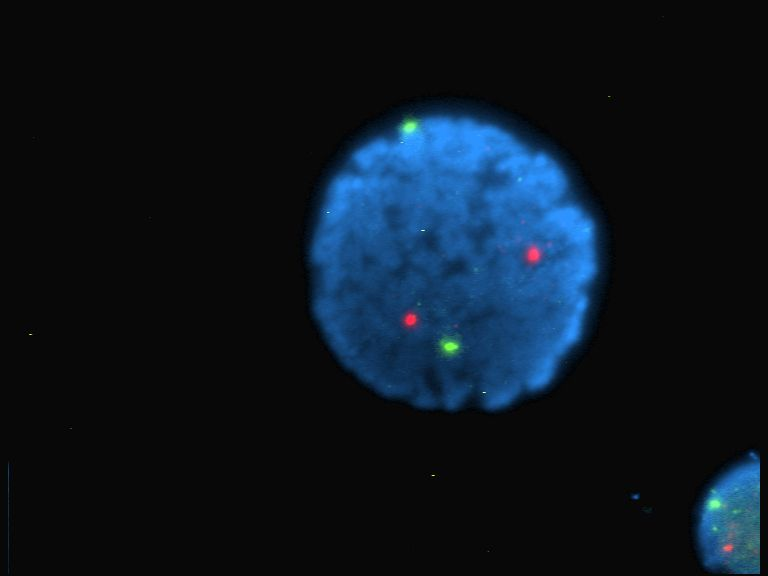
Interfazowe jądro limfocytu wybarwione DAPI z sygnałami fluorescencyjnymi z chromosomu 13 (zielony, sonda znakowana fluoresceiną) i 21 (czerwony, rodamina jako znacznik fluorescencyjny)

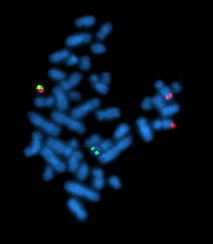
Chromosomy komórki metafazowej pozytywnej pod względem rearanżacji bcr/abl zobrazowane metodą FISH

## Technika
Najczęściej odpowiednie przygotowanie komórek do badania polega na usunięciu cytoplazmy i utrwaleniu jąder komórkowych na szkiełku podstawowym. Fluorescencyjna sonda jest nanoszona na preparat i całość poddawana jest krótkotrwałej denaturacji w podwyższonej temperaturze, a następnie kilkugodzinnej hybrydyzacji. Kolejnym etapem jest usunięcie nadmiaru niezhybrydyzowanej sondy przez kilkukrotne odpłukanie preparatu i uwidocznienie jąder komórkowych barwnikiem specyficznym dla DNA (przeważnie stosowany jest DAPI). Tak przygotowany preparat można analizować pod mikroskopem fluorescencyjnym. Popularnymi znacznikami fluorescencyjnymi, używanymi do znakowania sond są rodamina i fluoresceina, a także kumaryna.

## Zastosowanie
Technika FISH może być wykorzystana do badania wielu typów komórek i tkanek. Mogą to być limfocyty (jądra metafazowe oraz interfazowe) uzyskane w wyniku hodowli komórkowej, jak również w bezpośrednim rozmazie krwi, rozmazy szpiku, preparaty moczu, komórki guzów nowotworowych, blastomery, polocyty lub amniocyty. Możliwa jest także analiza jąder z tkanek zabezpieczonych w blokach parafinowych.
Technikę FISH stosuje się chętnie w przypadkach, gdy zawodzi klasyczna analiza cytogenetyczna, innymi słowy gdy w badaniu kariotypu niemożliwe jest ustalenie dokładnego rodzaju bądź miejsca powstania mutacji w genomie. Zastosowanie unikalnych sond umożliwia zlokalizowanie miejsc pęknięć chromosomów czy określenie rodzaju translokacji. FISH jest również narzędziem w badaniu anomalii genetycznych, będących markerami nowotworów (cytogenetyka onkologiczna). Metoda ta, obok techniki PCR, jest także nieocenioną pomocą w diagnostyce preimplantacyjnej, gdzie badanie pojedynczej komórki polocytu czy blastomeru pozwala uniknąć podania zarodka, któremu jeden lub oboje rodzice przekazali określone wady genetyczne (zobacz: zapłodnienie pozaustrojowe). W badaniach prenatalnych z wykorzystaniem amniocytów jako analizowanego materiału możliwe jest określenie wady genetycznej płodu.
Hybrydyzacja fluorescencyjna jest także z powodzeniem wykorzystywana do detekcji mikroorganizmów w materiale biologicznym.